# Guillaume (famiglia)
Guillaume è una famiglia italiana circense di origine francese.

## Storia
Il capostipite fu Francesco Luigi (1771-1853) che, fuggito da Parigi durante la rivoluzione francese, si rifuguò a Nizza, e arrivato in Italia acquistò il Circo Pellè con il quale attraversò tutta l'Europa, prima di fondare il Grande circo equestre Guillaume, che ebbe fortuna anche presso il principe Eugenio di Beauharnais, il re Gioacchino Murat, la regina Carolina di Napoli.
Si stabilì a Brescia. Sposò a Parma Marianna Casali il 10 giugno 1808 che gli diede Luigi. Mortagli la moglie sposò Lucia Maj (di Giulio e di Teresa Gorno). Undici anni dopo il suo arrivo in città, in società con il figlio Luigi, decise però di riprendere l'attività e, a questo scopo, richiese in affitto parte del soppresso convento di San Barnaba per l'estate del 1828. All'interno del chiostro maggiore, Guillaume costruì un anfiteatro in legno dove poter rappresentare esercizi equestri e spettacoli di giocolieri: fondando il primo teatro brillante, borghese e popolare di Brescia, Francesco e suo figlio conquistarono incredibilmente una larghissima fama. L'impianto in San Barnaba venne mantenuto fino al 1832.
Fra i numerosissimi discendenti, il figlio Giovanni (1814-1900) che diresse la compagnia teatrale di mimi e acrobati; Davide che diresse un circo nell'America del Sud nel 1875; Rodolfo che nel 1897 presentò una delle prime leonesse cavallerizze (addestrata dal domatore John Penje); Umberto che divenne famoso come il clown Antonet; Ferdinando che si distinse come attore comico del cinema muto dapprima come Tontolinie Cocciutelli, quindi con il soprannome di Polidor; Natalino, che dopo aver lavorato nel circo di famiglia decise di dedicarsi alla carriera cinematografica, sia come attore sia come regista.